# زمان استاندارد هند

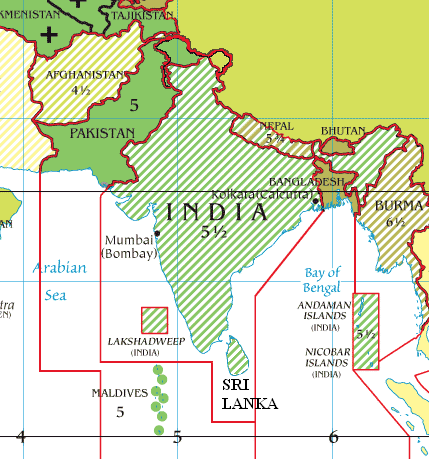
منطقه زمانی هند و کشورهای همسایه

زمان استاندارد هند (انگلیسی: Indian Standard Time) به منطقه زمانی مورد استفاده در کشور هند گفته می‌شود که برابر با UTC+05:30 است. هند دارای تغییرات ساعت تابستانی نیست. در  فهرست مناطق زمانی نظامی، زمان استاندارد هند یا IST به صورت *E (ستاره E) نشان داده می‌شود.